# Inicjatywa Doskonałości
Inicjatywa Doskonałości (niem. Exzellenzinitiative) – niemiecki program finansowania przodujących uczelni.
W latach 2006–2011 przewidywano wydanie 1,9 miliarda euro w trzech konkursach (liniach):
- szkoły podyplomowe (Graduiertenschule)[1];
- klastry doskonałości (Exzellenzcluster)[2];
- wspieranie przyszłościowych projektów (Zukunftskonzepte).